# Mihintale

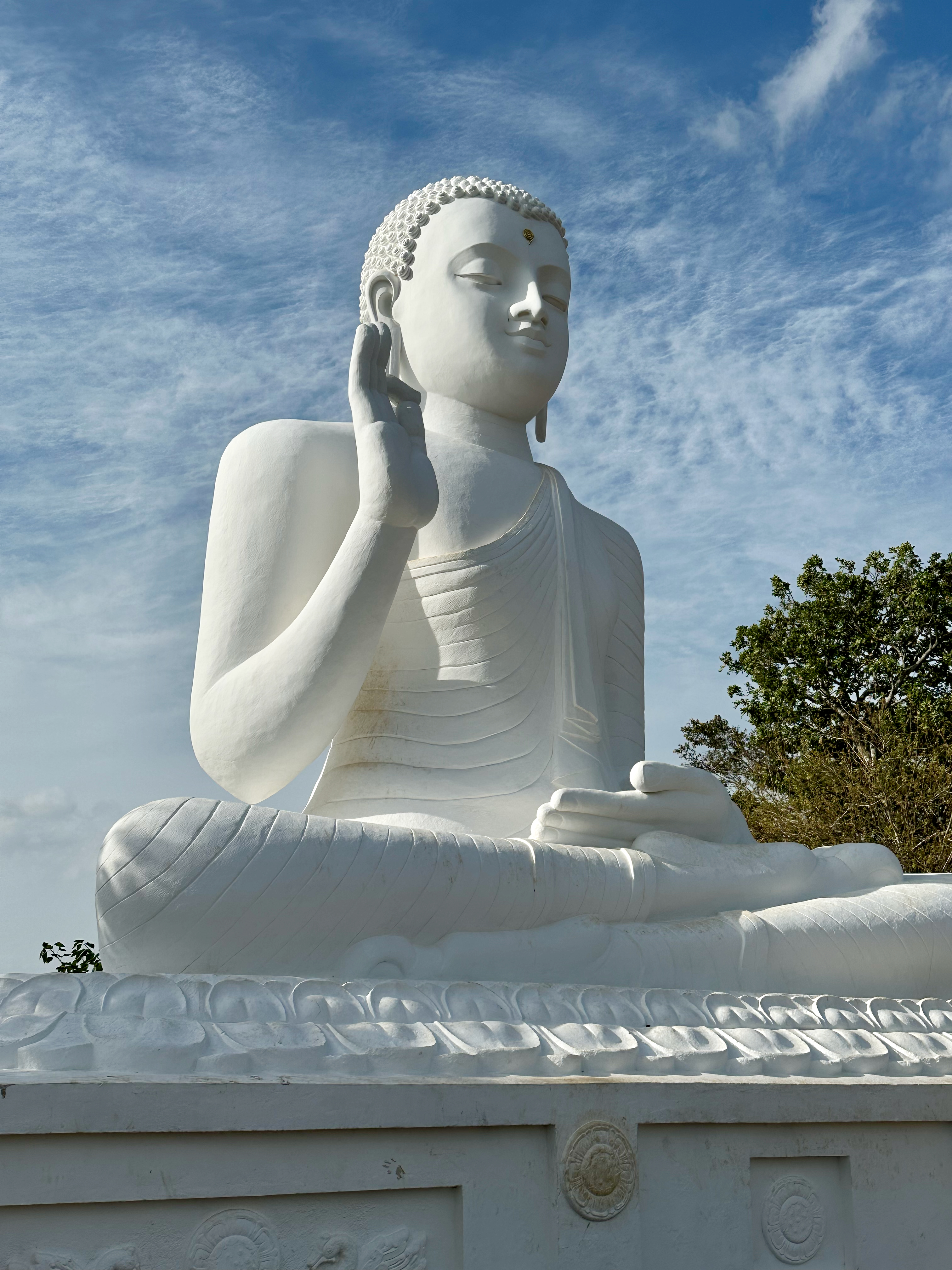
Estàtua de Buda a Mihintale

Mihintale és una muntanya propera a Anuradhapura a Sri Lanka. Els singalesos creuen que va ser el lloc de reunió entre el monjo budista Mahinda i el rei Devanampiya Tissa, trobada que va inaugurar la presència del budisme a Sri Lanka. Ara és un lloc de peregrinació, i l'emplaçament de diversos monuments religiosos, alguns abandonats.

## Descripció
A una dotzena de km a l'est de Anuradhapura, prop de la carretera Anuradhapura - Trincomalee està situat el "Missaka Pabbata", que és d'1.000 metres d'altura, i és un dels cims de la cadena muntanyenca. Geogràficament, la serralada es compon de tres pujols principals: Ambastala ("altiplà del Mànec"), Rajagiri ("muntanya del Rei") i Aanaikuddy ("muntanya de l'Elefant"). La paraula "Aanaikuddy" és tàmil, i per tant, aquesta serra ha de tenir alguna relació amb els tàmils, probablement, amb els monjos budistes tàmils.

## Llegenda
Segons el Dipavamsa i el Mahavamsa, Mahinda va arribar a Sri Lanka des de l'Índia el dia de lluna plena del mes de Poson i es va trobar amb el rei Devanampiyatissa i el seu poble, i els va transmetre la seva doctrina. Per això en el mes de Poson els budistes peregrinen a Anuradhapura i Mihintale.
Mahinda era fill de l'emperador Asoka de l'Índia. Asoka va abraçar el budisme després d'haver estat inspirat per un petit monjo anomenat Nigrodha. El rei, que estava afligit per la pèrdua de vides causada per les guerres que lliurava per expandir el seu imperi, va quedar impressionat pel semblant tranquil d'un monjo tan jove. El contacte amb aquest jove monjo va suposar un punt d'inflexió en la seva vida i, a partir de llavors va renunciar a la guerra. Estava decidit a difondre el missatge de la pau, per neutralitzar els efectes dels danys causats per les seves lluites prèvies. Com a resultat, el seu fill i la seva filla van ser ordenats deixebles de Buda, van aconseguir la il·luminació i es van fer arhats (monjos propers a la perfecció) 
En el seu afany per difondre el missatge de pau i no la guerra, Asoka va enviar el seu fill Mahinda a l'illa de Sri Lanka. Aquesta illa estava governada pel seu amic el rei Devanampiyatissa. Mahinda era el nom original del jove, però es va adaptar com "Mihindu" en la llengua vernacla de Sri Lanka, el singalès. En singalès Mihin Thal significa literalment el "altiplà de Mihindu". Aquest altiplà és el terreny pla en el cim d'un pujol des d'on se suposava que l'arhat Mihindu va demanar a Devanampiyatissa què deixés de disparar a un cérvol.
Des de temps antics es van tallar un gran nombre de grans graons per pujar a Mihintale. Es diu que el rei Devanampiyatissa va construir un vihara i 68 coves per als monjos que anaven a residir allí. A Mihintale van créixer a poc a poc una sèrie de vihares budistes, amb tots els edificis dependents característics dels monestirs de l'època.

## L'hospital
Als peus de la muntanya estan les ruïnes d'un hospital. Allí s'han desenterrat un bany mèdic, una inscripció en pedra i urnes pertanyents a l'època antiga. Entre l'hospital i els passos que condueixen a la roca es troben les ruïnes d'un gran monestir. A l'edifici de planta quadrada, que és de 125 peus de llarg, hi ha belles escultures i balustres de pedra. L'escala d'accés té 1.840 graons de granit que porten al cim. Al final de la primera sèrie de graons, en el costat dret de la plana, hi ha un petit bec de la muntanya. En aquesta es troba el famós Kantaka Cetiya.
Heinz Müller I-Dietz afirma que l'hospital de Mihintale potser és el més antic del món.

## Kantaka Cetiya
Kantaka Cetiya és una stupa circular que té una circumferència d'aproximadament 425 peus. Té tres llandes escalonades. Compta amb quatre façanes orientades als quatre punts cardinals. Les portes, anomenades vaahalkada, estan decorades amb escultures de nans, animals, figures humanes, divines i motius florals. Una de les escultures més importants és el déu amb cap d'elefant amb dos braços. Els sivites l'anomenen Ganapati o Ganeixa. Les escultures de Ganapati han creat confusió entre els arqueòlegs i historiadors. Ningú sap explicar la connexió entre el déu Ganapati i el budisme. Per tant, els historiadors i arqueòlegs singalesos han tractat de donar una interpretació imaginària. Les quatre façanes tenen diferents animals en la part superior dels pilars quadrats: l'elefant a l'est, el lleó al nord, el cavall a l'oest i el brau al sud. La majoria dels arqueòlegs de Sri Lanka i l'Índia creuen que hi ha una relació simbòlica entre aquests animals i els quatre punts cardinals. No obstant això, difereixen en l'associació d'un animal en particular amb una adreça concreta, però en una pedra lunar de Sri Lanka i al capitell del lleó de Sarnath, trobem aquests quatre animals esculpits en la posició de marxa. Al mateix temps, en les monedes recollides a la part continental del nord de Sri Lanka, la península de Jaffna i Akurugoda de Ruhuna, ens trobem amb els següents símbols marcats en ells: 
1. el lleó d'una banda, i un grup de quatre punts col·locats en forma d'un quadrat al centre d'un cercle a l'altre costat;
2. el cavall en un costat i un grup de quatre punts col·locats en la forma d'un quadrat al centre d'un cercle a l'altre costat;
3. el toro en un costat i un grup de quatre punts col·locats en la forma d'un quadrat al centre d'un cercle a l'altre costat.

## El refetor
Hi ha un pati està situat al final del tercer tram d'escales. A l'esquerra del pati es troba el refetor. El pati és de 62 metres de llarg i 25 peus d'ample i està envoltat pel magatzem. A cada costat de l'entrada a l'edifici, hi ha dues inscripcions gravades en dos grans blocs de granit conegudes com les inscripcions en pedra de Mihintale. Les normes i reglaments relatius als efectes administratius del monestir estan gravats en aquestes lloses de pedra. Aquesta inscripció, ordenada per Mihindu, conté registres dels pagaments realitzats al personal de servei. En les proximitats d'una altra plana hi ha la sala de reunions dels monjos. Aquí els monjos es van reunir per discutir el Dhamma i el Vinaya. Es tracta d'un edifici obert, que és de 62 metres quadrats i va ser construït en 48 pilars de pedra. Al centre de la sala hi ha una plataforma amb quatre entrades.
A l'est del refetor hi ha una stupa de 88 metres de circumferència. No ha estat identificada fins al moment.

## Ambasthala Dagaba
Està situada en la plana prop del cim de la muntanya, i es diu que va ser construïda pel rei Makalantissa (Kutakanna Tissa). Les ruïnes mostren que va haver-hi una casa envoltant la stupa. El dagaba sí es diu que s'hi van consagrar les relíquies del gran apòstol Mahinda. És aquí que el rei Devanampiyatissa va conèixer a l'arhant Mahinda. El lloc tradicional on va tenir lloc aquesta reunió està marcada per la Ambasthala Dagaba.

## La cova de Mahinda

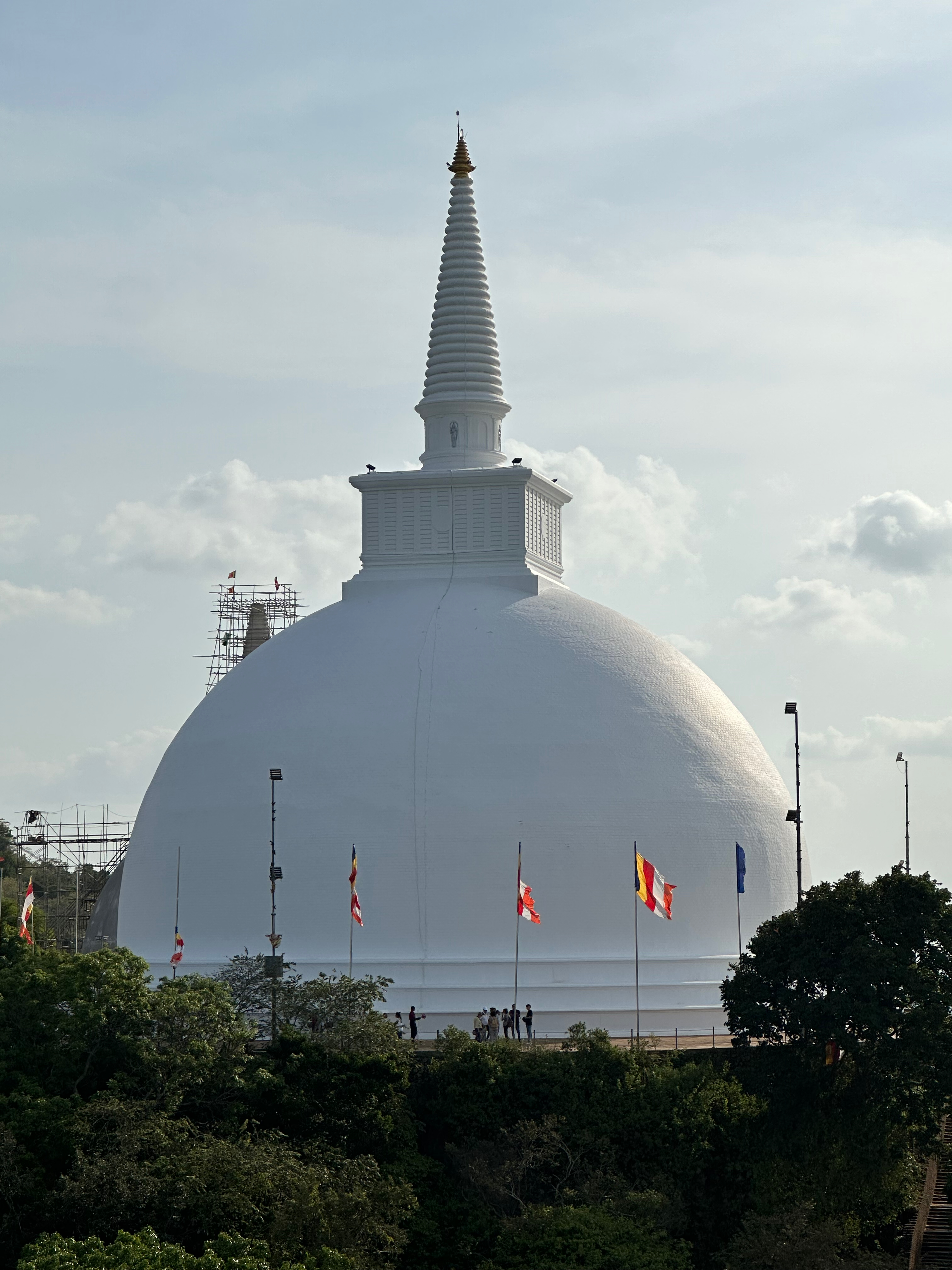
Stupa Maha

Arribant de l'Ambastala Dagaba per l'estreta carretera, en el talús, està la cova coneguda com a Mihindu Guhawa o la cova en la qual vivia Mahinda. És de les coves més famoses i la més sagrada per als budistes; conté la llosa plana en la qual Mahinda acostumava a descansar.

### Maha Stupa
Aquesta gran stupa coneguda com la Maha Saya està en el cim del pujol de Mihintale i fou construïda pel rei Mahadithaka Mahanaga la base del qual és de 45,5 metres de diàmetre. La stupa que estava en un estat ruïnós va ser completament restaurada.

### Aradhana Gala

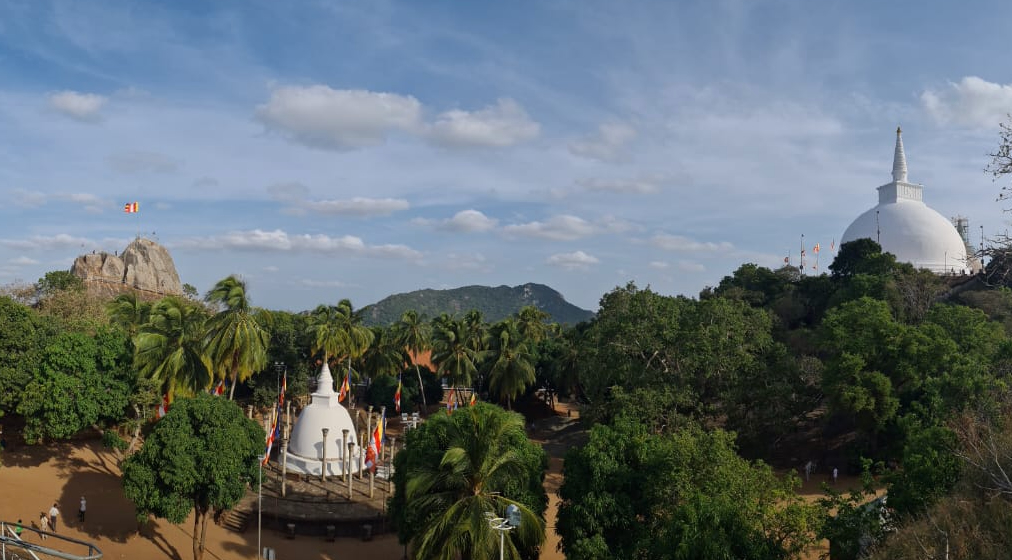
Mihintale, visió general. A l'esquerra Aradhana Gala, on va arribar l'arhant Mahinda

Enfront del Maha Seya està en el cim d'un pujol. Fins i tot en els dies molt ventosos, els pelegrins no deixen de visitar aquesta roca, que compta amb barana de ferro per ajudar a pujar. En els llibres antics com el Mahavansa està escrit que Mahinda va arribar a Sri Lanka viatjant per l'aire. Va descendir i va aterrar a Sri Lanka en la part superior de l'Aradhana Gala.
En baixar les escales es veia el Naga Pokuna. Aquest va ser construït pel rei Agbo I i el seu nom es deriva de que hi ha figures de serps, i és un dels més famosos estanys.

### Kaludiya Pokuna
És també un dels famosos estanys de Mihintale. El nom significa "estany d'aigua negra", pel color fosc de la seva aigua. Es creu que en el dia de lluna nova Kalu Rakkhita Thera Buda es va asseure sota l'arbre Thimbiriya, prop de la Kaludiya Pokuna i va predicar el sermó basat en el Kalakarama Sutta.